# Eugenia Butler

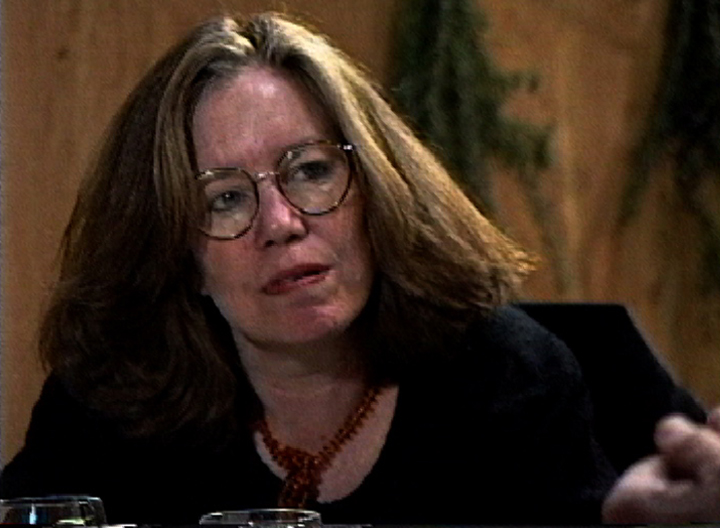
Eugenia Butler, 1993

Eugenia Perpetua Butler (* 30. Januar 1947 in Washington, D.C., USA; † 29. März 2008 in Santa Rosa, Kalifornien) war eine US-amerikanische, avantgardistische Konzept- und Performance-Künstlerin. Ihre Mutter war die Galeristin und Kunstsammlerin Eugenia Butler (1921–2000).

## Leben und Werk
Eugenia Butler schloss mit dem Bachelor of Arts im Jahr 1975 an der University of California in Berkeley ab. In den 1970er Jahren reiste sie 8 Jahre durch Südamerika und beschäftigte sich mit Schamanismus.
Eugenia Butler gehörte zu den frühen Exponenten der Conceptual-Art und Teilnehmern der ersten Ausstellungen der Konzeptkunst und Post-Minimalistischen Kunst, zum Beispiel Electric Art an der University of California im Jahr 1969, Prospect 69 in der Kunsthalle Düsseldorf und Concept Art am San Francisco Art Institute im Jahr 1970. Von 1968 bis 1971 betrieb sie die Eugenia Butler Gallery in Los Angeles.
Im Jahr 1972 war sie, zusammen mit Paul Cotton als: Trans-Parent Teacher’s Ink. und der Performance Prince of Peace in der ersten documenta-Woche (30. Juni bis 7. Juli 1972) Teilnehmerin der Documenta 5 in Kassel in der Abteilung Individuelle Mythologien: Selbstdarstellung – Performances – Activities – Changes.
Ihr Hauptanliegen war, mit ihrer Kunst Diskussionen, Nachdenklichkeit und Gespräche zu provozieren.
Im Jahr 1990 wurde sie mit dem Dorland Mountain Artist Fellowship und 1991 mit dem Visiting Artist Award des Rotterdamer Kunstrats ausgezeichnet. Im Jahr 2003 hatte sie eine große Retrospektive in Los Angeles im Otis College of Art and Design.